# Avenue A (Manhattan)

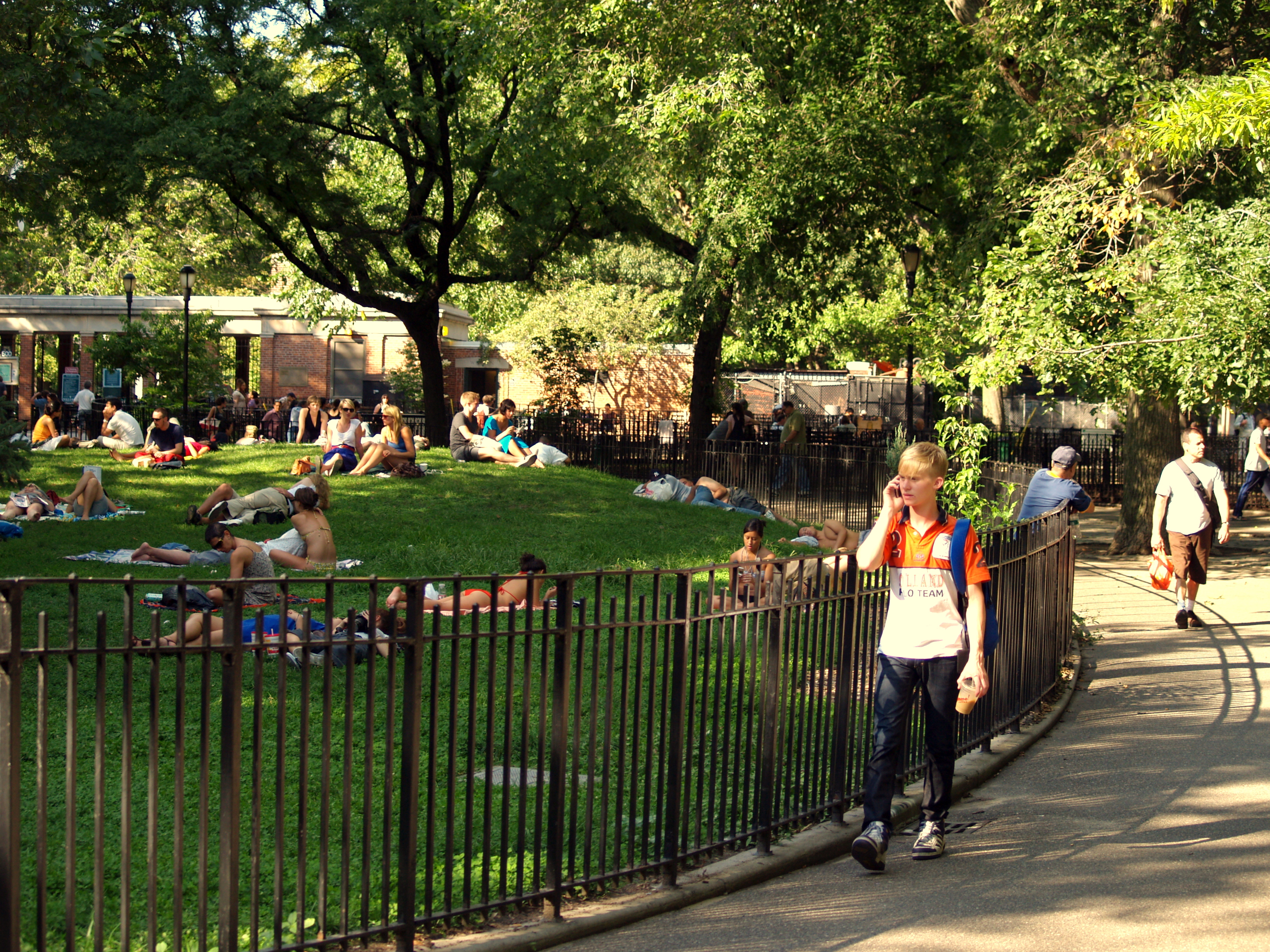
Tompkins Square Park wird von der Avenue A zwischen der East Seventh Street und der East 10th Street begrenzt.

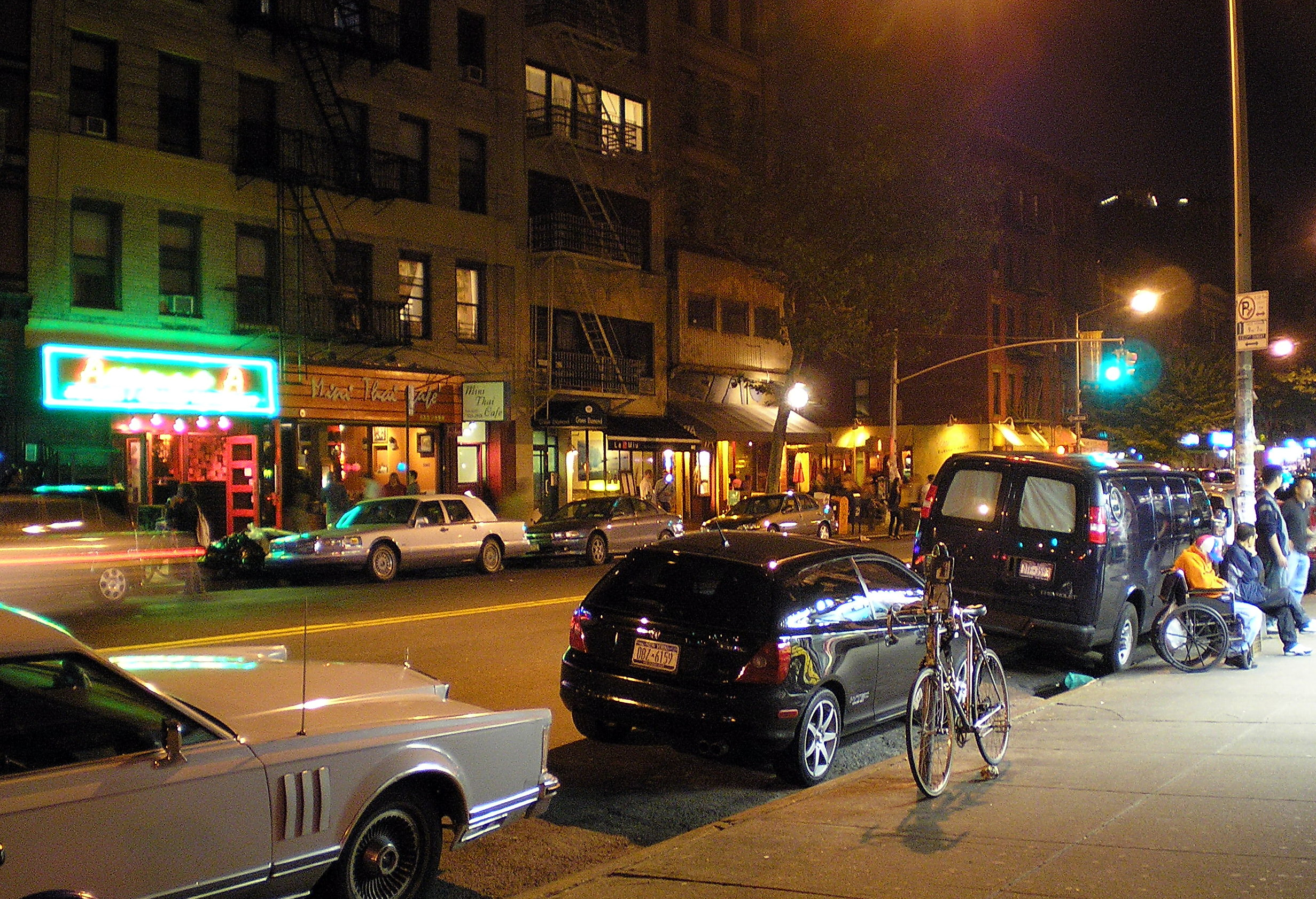
Avenue A an der East 7th Street um Mitternacht

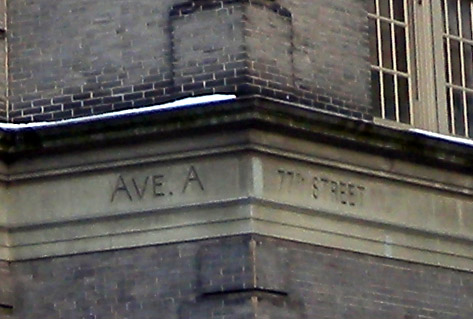
Die Ecke der 77th Street und Avenue A (nunmehr York Avenue).

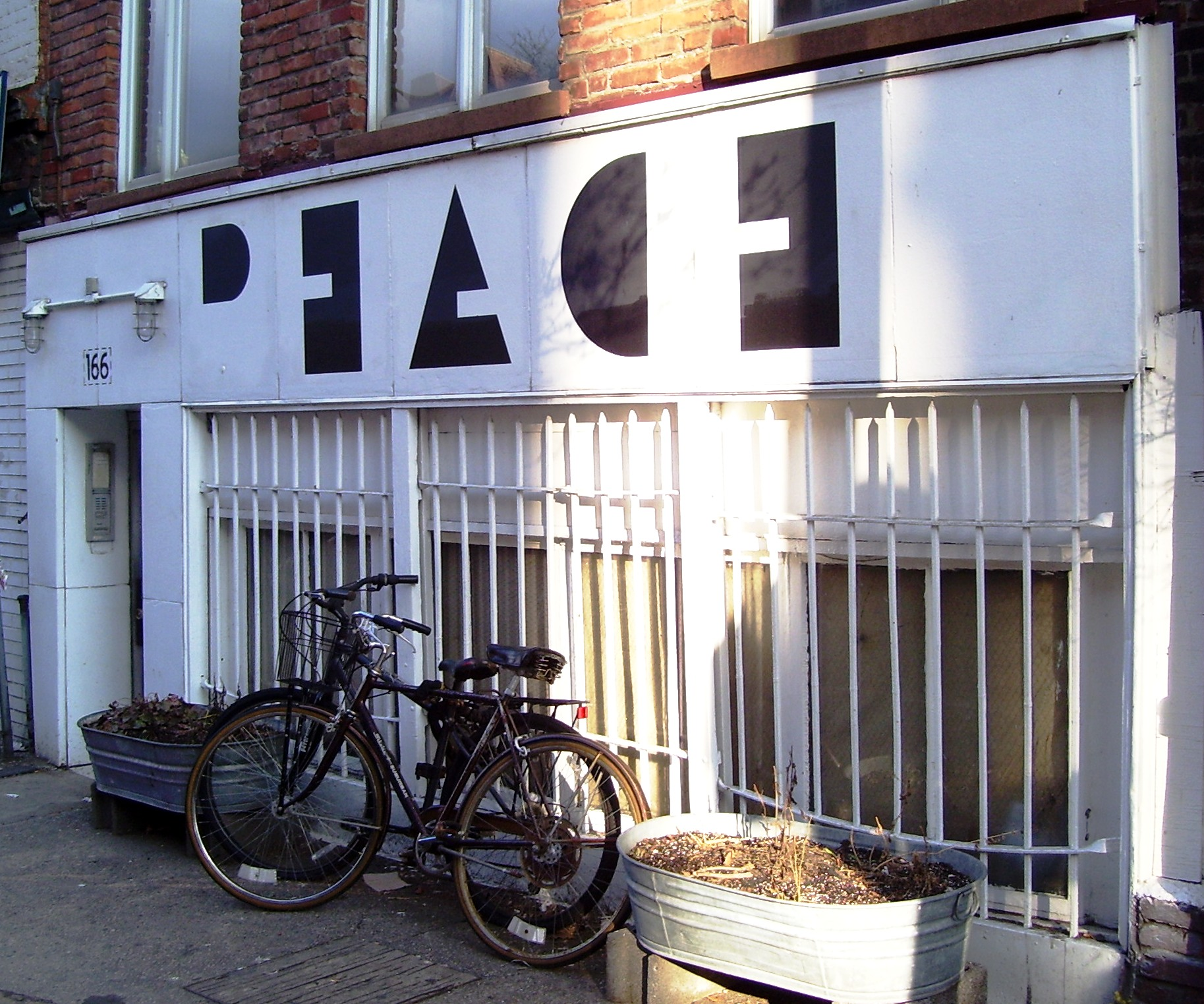
„Peace“ an der Hauswand von 166 Avenue A zwischen der East 10th Street und 11th Street.

Die Avenue A ist eine Straße im Südosten von New York Citys Stadtbezirk Manhattan.

## Lage und Verlauf
Von den Avenues, die mit Buchstaben bezeichnet werden, ist die Avenue A im East Village die westlichste und zugleich die westliche Grenze des Tompkins Square Park wie auch des Viertels Alphabet City, das seinen Namen den Avenues A, B und C verdankt.
Die Avenue A verläuft von der Houston Street im Süden zur 14th Street im Norden, wo sie in einer Schleife in Stuyvesant Town endet (14th Street Loop), die die Avenue A und die Avenue B verbindet. Südlich der Houston Street setzt sich die Avenue A als Essex Street fort.

## Geschichte
Durch den Commissioners’ Plan von 1811, der das Straßenraster in Manhattan nördlich der 14th Street regelte, wurden die Avenues meist durchnummeriert – beginnend mit der First Avenue auf der East Side bis schließlich zur Twelfth Avenue auf der West Side. Östlich der First Avenue bot der Commissioners’ Plan vier zusätzliche mit Buchstaben „durchnummerierte“ Avenues – von der Avenue A Richtung Westen zur Avenue D.
Während die First Avenue meist die östlichste Avenue Manhattans ist, finden sich nördlich von Alphabet City noch verschiedene unterbrochene Teile der Avenue A: Ein kurzes Stück der Avenue A wurde 1947 durch Stuyvesant Town–Peter Cooper Village überbaut. Nördlich hiervon heißt sie heute Asser Levy Place. Auch der heutige Sutton Place hieß einst Avenue A bis Effingham B. Sutton im Jahre 1875 eine  Reihe von Häusern – sogenannten Brownstones – zwischen der 57th Street und der 58th Street erbaute, wodurch der Straßenabschnitt schließlich seinen Namen erhielt (erstmals nachgewiesen in einer Ausgabe der The New York Times aus dem Jahre 1883). Der New York City Council billigte hierfür einen Antrag, die Blocks zwischen der 57th Street und 60th Street von „Avenue A“ in „Sutton Place“ umzubenennen. 1928 wurden der nördlichste Block von Sutton Place zwischen der 59th Street und 60th Street sowie der gesamte nördlich anschließende Abschnitt der Avenue A bis zur 92nd Street in York Avenue umbenannt – zu Ehren des US Army Sergeants Alvin York, der die Medal of Honor für seinen Einsatz in der Meuse-Argonne-Offensive im Ersten Weltkrieg am 8. Oktober 1918 erhielt.
Der nördlichste Teil der Avenue A erstreckt sich zwischen der 114th Street und der 120th Street in East Harlem und wurde 1879 in Pleasant Avenue umbenannt.

## Nahverkehr
Die Buslinie M14A durchfährt die gesamte Avenue A.